# Nati nel 1920/Luglio
| Questa pagina contiene informazioni ricavate automaticamente dalle voci biografiche con l'ausilio del template Bio e di un bot. L'aggiornamento è periodico e automatico e ricostruisce completamente la pagina. Se manca una persona in questa lista, sei pregato di non aggiungerla, ma accertati piuttosto che la sua voce biografica contenga il template Bio e che i dati anagrafici siano correttamente compilati. Se il template Bio manca, inseriscilo tu stesso o, in alternativa, metti l'avviso {{tmp\|Bio}} che ne segnala la mancanza. Se i dati riportati sono sbagliati, correggi direttamente la voce biografica; le modifiche saranno visibili in questa lista entro pochi giorni. Per chiarimenti vedi il progetto biografie. La lista contiene solo le 179 persone che sono citate nell'enciclopedia e per le quali è stato implementato correttamente il template Bio. Pagina aggiornata al 18 giu 2025. |

- 1º luglio - Harold Sakata, sollevatore, wrestler e attore statunitense († 1982)
- 1º luglio - Helmut Scholz, militare polacco († 1997)
- 1º luglio - Lucidio Sentimenti, calciatore e allenatore di calcio italiano († 2014)
- 1º luglio - Jaroslav Vejvoda, allenatore di calcio e calciatore cecoslovacco († 1996)
- 2 luglio - Giorgio Amati, ingegnere italiano († 1977)
- 2 luglio - Fernando Ayala, regista cinematografico, produttore cinematografico e sceneggiatore argentino († 1997)
- 2 luglio - Catharina Halkes, teologa e religiosa olandese († 2011)
- 2 luglio - Bruno Quaresima, calciatore e allenatore di calcio italiano († 1999)
- 2 luglio - Heinz Schwarz, scultore e pittore svizzero († 1994)
- 2 luglio - Donald Windham, scrittore statunitense († 2010)
- 3 luglio - Louise Allbritton, attrice statunitense († 1979)
- 3 luglio - Sergio Mendizábal, attore spagnolo († 2005)
- 3 luglio - Emilio de Rossignoli, giornalista e scrittore italiano († 1984)
- 4 luglio - René Debrie, linguista e lessicografo francese († 1989)
- 4 luglio - Alfredo Di Dio, partigiano e militare italiano († 1944)
- 4 luglio - Francisco Hormazábal, allenatore di calcio e calciatore cileno († 1990)
- 4 luglio - Gaetano Macchiaroli, editore e antifascista italiano († 2005)
- 4 luglio - Giacomo Samuele Mazzoli, politico italiano († 1983)
- 4 luglio - Leona Helmsley, imprenditrice statunitense († 2007)
- 4 luglio - Gennaro Pistilli, commediografo italiano
- 5 luglio - Rafael Alonso, attore e regista spagnolo († 1998)
- 5 luglio - Arrigo Castellani, linguista e filologo italiano († 2004)
- 5 luglio - Luigi Incoronato, scrittore e saggista italiano († 1967)
- 5 luglio - Sachin Nag, pallanuotista e nuotatore indiano († 1987)
- 5 luglio - Ruth Neudeck, militare tedesca († 1948)
- 5 luglio - Enrique Zambrano, attore, direttore del doppiaggio e doppiatore messicano († 1968)
- 6 luglio - José Meza, calciatore costaricano († 1988)
- 6 luglio - Václav Svoboda, calciatore cecoslovacco († 1977)
- 7 luglio - Konstantin Aleksandrov, velista sovietico († 1987)
- 7 luglio - Gaetano Benedetti, psichiatra, psicoterapeuta e psicoanalista italiano († 2013)
- 7 luglio - George Fett, fumettista statunitense († 1989)
- 7 luglio - Giuseppe Totti, calciatore italiano († 1967)
- 8 luglio - Orlando Orfei, circense italiano († 2015)
- 8 luglio - Chandrika Prasad Srivastava, diplomatico indiano († 2013)
- 9 luglio - Guido Guerrasio, regista, sceneggiatore e montatore italiano († 2015)
- 9 luglio - Arcangelo Zerbini, calciatore italiano († 1976)
- 10 luglio - Vladimir Balašov, attore sovietico († 1996)
- 10 luglio - Owen Chamberlain, fisico statunitense († 2006)
- 10 luglio - David Brinkley, giornalista statunitense († 2003)
- 10 luglio - Enzo Romano, calciatore italiano († 2006)
- 11 luglio - Fausto Bocchi, politico e partigiano italiano († 1986)
- 11 luglio - Yul Brynner, attore russo († 1985)
- 11 luglio - Pinin Carpi, scrittore, illustratore e poeta italiano († 2004)
- 11 luglio - Nicola Fasano, sindacalista e politico italiano († 1960)
- 11 luglio - Letizia Giss, attrice e ballerina italiana († 2004)
- 11 luglio - Zecharia Sitchin, scrittore azero († 2010)
- 12 luglio - Keith Andes, attore statunitense († 2005)
- 12 luglio - Frederick William Danker, lessicografo, grecista e biblista statunitense († 2012)
- 12 luglio - Paul Gonsalves, musicista statunitense († 1974)
- 12 luglio - Lino Lai, politico e avvocato italiano († 2018)
- 12 luglio - Mario Mangiarotti, schermidore e dirigente sportivo italiano († 2019)
- 12 luglio - Luigi Maverna, arcivescovo cattolico italiano († 1998)
- 12 luglio - Santi Pirrone, scacchista italiano († 2006)
- 12 luglio - Randolph Quirk, linguista britannico († 2017)
- 12 luglio - Beah Richards, attrice e drammaturga statunitense († 2000)
- 12 luglio - Silvana Rocco, cestista italiana († 2004)
- 12 luglio - Spartaco Schergat, marinaio italiano († 1996)
- 12 luglio - John Souza, calciatore statunitense († 2012)
- 12 luglio - Pierre Berton, giornalista, scrittore e conduttore televisivo canadese († 2004)
- 13 luglio - Giuseppe Avondo Bodino, matematico italiano († 1982)
- 13 luglio - Emilio Bertuzzi, hockeista su pista e allenatore di hockey su pista italiano († 2001)
- 13 luglio - Hans Blumenberg, filosofo tedesco († 1996)
- 13 luglio - Sandro Continenza, sceneggiatore e autore televisivo italiano († 1996)
- 13 luglio - Anna Halprin, coreografa e ballerina statunitense († 2021)
- 13 luglio - Władysław Skonecki, tennista polacco († 1983)
- 13 luglio - Jan Smeekens, sollevatore olandese († 1980)
- 13 luglio - Salustiano Vidal, calciatore argentino
- 14 luglio - Paul Crauchet, attore francese († 2012)
- 15 luglio - Yoshio Inaba, attore giapponese († 1998)
- 15 luglio - Ray Minshull, calciatore inglese († 2005)
- 16 luglio - Anatole Broyard, scrittore, critico letterario e editore statunitense († 1990)
- 16 luglio - Elizeth Cardoso, cantante e attrice brasiliana († 1990)
- 16 luglio - Turi Golino, trombettista e compositore italiano († 2000)
- 16 luglio - Epimenio Liberi, partigiano italiano († 1944)
- 16 luglio - Phillip Pine, attore statunitense († 2006)
- 16 luglio - Dino Rossi, ciclista su strada italiano († 2008)
- 16 luglio - Giuseppe Russo, politico italiano († 2007)
- 17 luglio - Nils Bohlin, ingegnere svedese († 2002)
- 17 luglio - Marko Brainović, pallanuotista jugoslavo († 2010)
- 17 luglio - Michelangelo Dall'Armellina, politico italiano († 1992)
- 17 luglio - Per Frantzen, calciatore norvegese († 2005)
- 17 luglio - Gordon Gould, fisico statunitense († 2005)
- 17 luglio - Louis Jacobs, teologo e rabbino britannico († 2006)
- 17 luglio - Rudolf Kárpáti, schermidore ungherese († 1999)
- 17 luglio - Louis Lachenal, alpinista francese († 1955)
- 17 luglio - Juan Antonio Samaranch, dirigente sportivo e politico spagnolo († 2010)
- 17 luglio - June Vincent, attrice statunitense († 2008)
- 17 luglio - Helen Walker, attrice statunitense († 1968)
- 18 luglio - Renato Ascari Raccagni, politico italiano († 2008)
- 18 luglio - Silvio Bertoldi, giornalista e saggista italiano († 2018)
- 18 luglio - Eric Brandon, pilota automobilistico britannico († 1982)
- 18 luglio - Ubaldo De Ponti, politico italiano († 2011)
- 18 luglio - Enzo Fabbri, calciatore italiano († 1991)
- 18 luglio - Raymond Salles, canottiere francese († 1996)
- 18 luglio - Aleksandr Aronovič Stolbov, regista cinematografico sovietico († 1986)
- 18 luglio - Vitalij Ušakov, nuotatore e pallanuotista sovietico († 1987)
- 19 luglio - Giacomo Brodolini, sindacalista e politico italiano († 1969)
- 19 luglio - Émile Idée, ciclista su strada francese († 2024)
- 19 luglio - Giuseppe Noberasco, partigiano e politico italiano († 2011)
- 19 luglio - Aldo Protti, baritono italiano († 1995)
- 20 luglio - Lev Aronin, scacchista sovietico († 1983)
- 20 luglio - Charlie Colombo, calciatore statunitense († 1986)
- 20 luglio - Denys N. Coop, direttore della fotografia e effettista britannico († 1981)
- 20 luglio - Wilhelm Cornides, militare tedesco († 1966)
- 20 luglio - Francesco De Feo, regista e sceneggiatore italiano († 2020)
- 20 luglio - Olaf Førli, calciatore norvegese († 2011)
- 20 luglio - Byron Krieger, schermidore statunitense († 2015)
- 20 luglio - Marcel Paulus, calciatore lussemburghese († 1987)
- 20 luglio - Elliot Richardson, politico e avvocato statunitense († 1999)
- 20 luglio - Marcel Rijckaert, ciclista su strada e pistard belga († 2001)
- 20 luglio - Gyula Tóth, calciatore ungherese († 1978)
- 20 luglio - Gustavo Vassallo, schermidore argentino († 2012)
- 21 luglio - Anthony Amato, direttore teatrale e produttore teatrale statunitense († 2011)
- 21 luglio - Alfonso Canti, sollevatore italiano († 1996)
- 21 luglio - Jean Daniel, giornalista e scrittore francese († 2020)
- 21 luglio - Mohammed Dib, scrittore algerino († 2003)
- 21 luglio - Leandro Franchi, militare italiano († 1990)
- 21 luglio - Charlie Joachim, cestista e allenatore di pallacanestro statunitense († 2002)
- 21 luglio - Sergio Piacentini, calciatore e allenatore di calcio italiano († 1990)
- 21 luglio - Isaac Stern, violinista statunitense († 2001)
- 21 luglio - Gunnar Thoresen, calciatore norvegese († 2017)
- 21 luglio - Alberto Todros, politico italiano († 2003)
- 22 luglio - Cor Kint, nuotatrice olandese († 2002)
- 22 luglio - Vladimír Perk, calciatore cecoslovacco († 1998)
- 22 luglio - Francesco Pezzino, sindacalista e politico italiano († 1993)
- 22 luglio - Lyde Posti Cuneo, scrittrice italiana († 2007)
- 22 luglio - René Quitral, calciatore cileno († 1982)
- 22 luglio - Herbert Tillemann, cestista estone († 1943)
- 23 luglio - Amália Rodrigues, cantante e attrice portoghese († 1999)
- 24 luglio - Bella Abzug, attivista e politica statunitense († 1998)
- 24 luglio - Luciano Agosti, calciatore italiano († 2005)
- 24 luglio - Arthur Boyd, pittore australiano († 1999)
- 24 luglio - Constance Dowling, attrice statunitense († 1969)
- 24 luglio - Sherwood Egbert, imprenditore statunitense († 1969)
- 24 luglio - Frank Fucarino, cestista statunitense († 2012)
- 24 luglio - Josef Hiršal, poeta e romanziere ceco († 2003)
- 24 luglio - Lode Poels, ciclista su strada e ciclocrossista belga († 2012)
- 24 luglio - Rouben Ter-Arutunian, costumista e scenografo georgiano († 1992)
- 24 luglio - Karl Zanon, politico e agronomo italiano († 1992)
- 24 luglio - Stanisław Żurakowski, militare e storico polacco († 2023)
- 25 luglio - Jean Carmet, attore e sceneggiatore francese († 1994)
- 25 luglio - Felipe Carone, attore brasiliano († 1995)
- 25 luglio - Mel Casson, fumettista statunitense († 2008)
- 25 luglio - Rosalind Franklin, chimica, biochimica e cristallografa britannica († 1958)
- 25 luglio - Gösta Glase, fotografo svedese († 2001)
- 25 luglio - Roger Grosjean, aviatore e archeologo francese († 1975)
- 25 luglio - Chūshirō Hayashi, astrofisico e astronomo giapponese († 2010)
- 25 luglio - Elvo Tempia Valenta, politico e partigiano italiano († 2004)
- 26 luglio - Mario Fasino, politico italiano († 2017)
- 26 luglio - Nilton Pacheco de Oliveira, cestista brasiliano († 2013)
- 26 luglio - Osiride Pevarello, attore e stuntman italiano († 2016)
- 26 luglio - Bob Waterfield, giocatore di football americano statunitense († 1983)
- 27 luglio - Ferruccio Ferroni, fotografo italiano († 2007)
- 27 luglio - Olivier Guichard, politico francese († 2004)
- 27 luglio - Alberto Milli, calciatore e allenatore di calcio italiano
- 27 luglio - Giovanni Pagani, militare italiano († 1945)
- 27 luglio - Guy Pérotin, militare francese († 1940)
- 27 luglio - Elio Scardamaglia, produttore cinematografico e regista italiano († 2001)
- 27 luglio - Don Smith, cestista statunitense († 1996)
- 28 luglio - Howard Clark Kee, biblista statunitense († 2017)
- 28 luglio - Andrew V. McLaglen, regista e produttore cinematografico britannico († 2014)
- 28 luglio - Arshi Pipa, filosofo, scrittore e poeta albanese († 1997)
- 28 luglio - Piero Soffici, direttore d'orchestra, compositore e pianista italiano († 2004)
- 29 luglio - Rodolfo Acosta, attore messicano († 1974)
- 29 luglio - Artidoro Berti, maratoneta italiano († 2005)
- 29 luglio - Alvin Gouldner, sociologo statunitense († 1980)
- 30 luglio - Brigid Guinness, nobildonna britannica († 1995)
- 30 luglio - Salim Halali, cantante e musicista algerino († 2005)
- 30 luglio - Barbara Laage, attrice francese († 1988)
- 30 luglio - Warren Schrage, cestista statunitense († 1999)
- 30 luglio - Walter Schuck, aviatore tedesco († 2015)
- 30 luglio - Marie Tharp, geologa e oceanografa statunitense († 2006)
- 31 luglio - Sennuccio Benelli, giornalista, attore e drammaturgo italiano († 1997)
- 31 luglio - Percy Herbert, attore britannico († 1992)
- 31 luglio - Giovanni Manfrinato, calciatore italiano
- 31 luglio - Edgar Charles Polomé, linguista e storico delle religioni belga († 2000)
- 31 luglio - Ndabaningi Sithole, politico zimbabwese († 2000)
- 31 luglio - Franca Valeri, attrice italiana († 2020)
- 31 luglio - Bernhard Vechtel, aviatore tedesco († 1975)